# Emil Kiesewetter

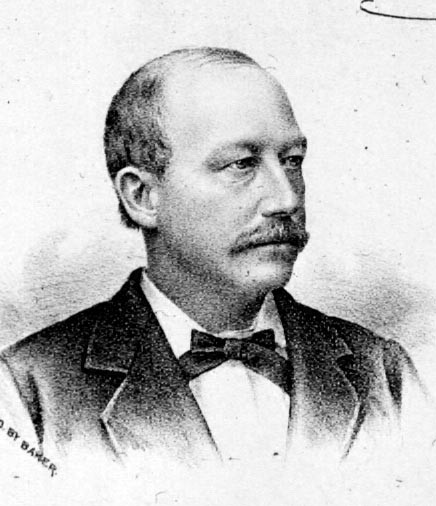
Emil Kiesewetter

Emil Kiesewetter (* 15. Mai 1845 in Prairie Township, Ohio; † 28. Oktober 1924 in Columbus, Ohio) war ein US-amerikanischer Buchhalter, Soldat und Politiker (Demokratische Partei). Er war von 1884 bis 1888 Auditor of State von Ohio.

## Werdegang
Emil Kiesewetter, Sohn von Joanna E. († 1850) und Theodore Kiesewetter († 1874), wurde ungefähr ein Jahr vor dem Ausbruch des Mexikanisch-Amerikanischen Krieges im Franklin County geboren. Seine Eltern wanderten beide 1844 aus Deutschland in die Vereinigten Staaten ein und ließen sich im Franklin County nieder. Die Familie blieb bis 1849 in Prairie Township, als sie nach Columbus (Ohio) hinzog. Im Alter von 12 Jahren begann er dort in einem Hotel zu arbeiten. Kiesewetter besuchte später das Columbus Commercial College, wo er Buchhaltung erlernte. Er war dann bis 1862 als Buchhalter tätig.
Während des Bürgerkrieges verpflichtete er sich am 30. September 1862 als Private in der Kompanie B im 46. Infanterieregiment von Ohio. Bei der Schlacht von Resaca am 14. Mai 1864 wurde er schwer an der linken Hüfte verletzt. Er war sieben Monate lang gezwungen im Bett zu verbleiben, als er Wundbrand bekam. Infolge der Behandlung eines Chirurgen konnte er wieder genesen und Camp Chase in Columbus am 31. März 1865 verlassen. Er blieb bis zum 25. August 1865 als Angestellter im Camp.
Danach begann er in einem Unternehmen in Columbus als Buchhalter zu arbeiten – eine Stellung, der er bis 1878 nachging. Am 4. November 1869 heiratete er Francis Orthafer. Das Paar bekam zwei Söhne. Kiesewetter wurde 1878 zum Auditor im Franklin County gewählt. Bei der Democratic State Convention im Jahr 1883 nominierte man ihn für den Posten als Auditor of State von Ohio. In der folgenden Wahl im Herbst 1883 besiegte er den amtierenden Auditor of State John F. Oglevee von der Republikanischen Partei. Er trat seinen Posten im Januar 1884 an. Während seiner Amtszeit hat er am 8. November 1885 zweimal auf einen Zeitungsreporter in einem Hotel in Columbus geschossen. Der Reporter hat Kiesewetter in seiner Zeitung kritisiert. Die Schüsse verfehlten ihr Ziel. Kiesewetter wurde festgenommen, am 16. November 1885 vor den Bürgermeister Charles C. Walcutt vorgeführt, welcher die Anklage abwies, da Kiesewetter provoziert wurde. Bei seiner Wiederwahlkandidatur 1887 erlitt er eine Niederlage gegenüber dem Republikaner Ebenezer W. Poe. Seine Amtszeit endete im Januar 1888. Kiesewetter verstarb 1924 in Columbus und wurde dann dort auf dem Green Lawn Cemetery beigesetzt. Er war Mitglied der Freimaurer, Independent Order of Odd Fellows (I.O.O.F.) und der Knights of Pythias.